# Aeronautica militare dello Sri Lanka
L'Aeronautica militare dello Sri Lanka (in inglese  Sri Lankan Air Force, spesso abbreviata in SLAF, in singalese: ශ්‍රි ලංකා ගුවන් හමුදාව Sri Lanka Guwan Hamudawa), è l'attuale aeronautica militare dello Sri Lanka e parte integrante delle forze armate dello Sri Lanka.

## Storia
Nel febbraio 1948, l'allora Ceylon ottenne ufficialmente l'indipendenza dal Regno Unito, e tre anni dopo (esattamente il 2 marzo 1951), venne costituita la Royal Ceylon Air Force, grazie anche all'aiuto della RAF, la quale donò alcuni esemplari di addestratori basici de Havilland Canada DHC-1 Chipmunk. Quando, nel 1972, fu costituita la Repubblica Costituzionale dello Sri Lanka la forza aerea fu ridenominata Sri Lanka Air Force.
Inizialmente i suoi compiti erano essenzialmente di controllo e ricognizione del territorio nazionale, nonché di supporto alle truppe di terra. Però, successivamente, con il crescere delle tensioni con i guerriglieri del partito Tamil Tigers of Tamil Eelam (LTTE), fu deciso di dotare l'aeronautica di velivoli adatti ad operazioni di controguerriglia.
A partire dai primianni ottanta, la SLAF ricevette vari tipi di aerei ed elicotteri dall'Unione Sovietica e dalla Cina. Furono così introdotti in servizio i primi aerei a getto aereo da attacco al suolo MiG-17 e MiG-15UTI per la conversione operativa, seguiti dalla fornitura di diversi caccia Shenyang FT-5, Chengdu FT-7 ed Chengdu F-7B provenienti dal paese asiatico, oltre a diversi elicotteri Kamov Ka-26 provenienti dagli stock russi.
Inoltre tra il 1992 e il 1993 furono consegnati 4 aerei da attacco al suolo FMA IA-58 Pucará, acquistati in Argentina, velivoli che fanno della controguerriglia la loro arma migliore e subito vennero impiegati duramente in combattimento.

## Aeromobili in uso
Sezione aggiornata annualmente in base al World Air Force di Flightglobal del corrente anno. Tale dossier non contempla UAV, aerei da trasporto VIP ed eventuali incidenti accorsi durante l'anno della sua pubblicazione. Modifiche giornaliere o mensili che potrebbero portare a discordanze nel tipo di modelli in servizio e nel loro numero rispetto a WAF, vengono apportate in base a siti specializzati, periodici mensili e bimestrali. Tali modifiche vengono apportate onde rendere quanto più aggiornata la tabella.
| Aeromobile                     | Origine       | Tipo                                     | Versione (denominazione locale) | In servizio (2024) | Note | Immagine |
| Aerei da combattimento         |               |                                          |                                 |                    | |          |
| IAI Kfir                       | Israele       | Caccia intercettoreconversione operativa | Kfir C.2Kfir C.7Kfir TC.2       | 6?2?               | 6 Kfir C.2 e 1 biposto TC.2 ricevuti tra il 1995 e il 1996, più ulteriori 4 C.2 e 4 C.7 acquistati nel 2000. A fine giugno 2021, risultavano in organico (ma non in condizioni di volo), 6 C.2, 2 TC.2 biposto e 2 C.7. Con un accordo del 30 giugno 2021, la IAI nell'arco di due anni aggiornerà 5 esemplari di quelli ancora in organico allo standard Kfir Block 60. |          |
| Chengdu F-7 Airguard           | Cina          | Caccia intercettoreconversione operativa | F-7BSF-7GSFT-7                  | 51                 | Un ulteriore FT-7 di seconda mano dovrebbe essere fornito dalla Pakistan Air Force nel corso del 2025. |          |
| Aerei per impieghi speciali    |               |                                          |                                 |                    | |          |
| Beechcraft B350 Super King Air | Stati Uniti   | aereo da pattugliamento marittimo        | B350ER MPAB360ER MPA            | 1                  | 1 B350ER ex RAAF da pattugliamento marittimo ordinato a febbraio 2022, insieme ad un nuovissimo B360ER donato dagli Stati Uniti. |          |
| Dornier Do 228                 | Germania      | aereo da pattugliamento marittimo        | Do 228                          | 1                  | 1 Do 228 da pattugliamento marittimo ex Indian Naval Air Arm ordinato ad inizio 2022 e consegnato il 15 agosto dello stesso anno. L'aereo è stato donato gratuitamente dall'India alla SLAF per un biennio. |          |
| Aerei da trasporto             |               |                                          |                                 |                    | |          |
| Antonov An-32 Cline            | Ucraina       | aereo da trasporto                       | A-32B                           | 3                  | 4 An-32B acquistati nel 1995. Rimasti a terra per molti anni, tra l'agosto 2020 ed il giugno 2021 tre esemplari sono stati inviati in Ucraina e sottoposti ad un programma di revisione che li ha riportati in condizioni di volo. Alla stessa data, è stato comunicato che i piani per l'aggiornamento dell'ultimo esemplare dovrebbero essere finalizzati presto.      |          |
| Shaanxi Y-8                    | Cina          | Aereo da trasporto                       | Y-8                             | 1                  | |          |
| Harbin Y-12                    | Cina          | Aereo da trasporto leggero               | Y-12 Mk. IIY-12 Mk. IV          | 9                  | 9 Y-12 Mk. II e 2 Y-12 Mk. IV consegnati tra il novembre del 1986 e il dicembre del 2009, tre dei quali si sono schiantati, uno immagazzinato in attesa di revisione e sette ancora in servizio al dicembre 2023. Ulteriori 2 Y-12 Mk. IV ordinati il 19 giugno 2023 e consegnati nel dicembre dello stesso anno.                                                        |          |
| Xian MA60                      | Cina          | Aereo da trasporto leggero               | MA60                            | 2?                 | |          |
| Lockheed C-130 Hercules        | Stati Uniti   | aereo da trasporto                       | C-130K                          | 2?                 | 2 C-130K in organico al giugno 2021, ma non in condizioni di volo. Alla stessa data si stanno valutando programmi per riportarli in condizioni di volo. |          |
| Beechcraft B200 King Air       | Stati Uniti   | aereo da trasporto                       | B200                            | 1                  | 1 B200 in servizio al febbraio 2022. |          |
| Aerei da addestramento         |               |                                          |                                 |                    | |          |
| Hongdu K-8 Karakorum           | Cina Pakistan | aereo da addestramento                   | K-8E                            | 4                  | 6 ordinati. Uno dei cinque esemplari in servizio a tutto il dicembre 2024 è stato perso in un incidente il 21 marzo 2025. |          |
| Cessna 152                     | Stati Uniti   | aereo da addestramento                   | C-152A                          | 3                  | |          |
| Nanchang CJ-6                  | Cina          | aereo da addestramento                   | CJ-6B                           | 5                  | 10 PT-6 consegnati nel 2001, seguiti da altri 6 nel 2018. |          |
| Elicotteri                     |               |                                          |                                 |                    | |          |
| Bell 206                       | Stati Uniti   | elicottero da addestramento              | Bell 206BTH-57B                 | 5                  | Impiegati per l'addestramento. Ulteriori 8 TH-57B ex US Navy saranno forniti entro tutto il 2025. |          |
| Bell 212                       | Stati Uniti   | elicottero MEDEVAC                       | Bell 212A                       | 10                 | Utilizzati per compiti MEDEVAC. |          |
| Bell 412                       | Stati Uniti   | elicottero utility                       | Bell 412EP                      | 3                  | |          |
| Mil Mi-17 Hip                  | Russia        | elicottero utility                       | Mi-8Mi-17Mi-171                 | 27                 | |          |
| Mil Mi-24 Hind                 | Russia        | elicottero d'attacco                     | Mi-35PMi-24VMi-24PMi-24N        | 9                  | |          |

## Aeromobili ritirati
- Beechcraft King Air B200 MPA - (?-2015)[4]
- Cessna 421
- Xian MA60, donati alla compagnia statale Helitours[4]
- de Havilland Canada DHC-1 Chipmunk
- SIAI-Marchetti SF-260TP - 11 esemplari (1985-2001)[19]
- SIAI-Marchetti SF-260W - 12 esemplari (1991-2001)[19]
- FMA IA-58 Pucará
- Kamov Ka-26